# Gobiidae
Famille
Sous-familles de rang inférieur
- Amblyopinae Günther, 1861
- Gobiinae Cuvier, 1816
- Gobionellinae Bleeker, 1874
- Oxudercinae Günther, 1861
- Sicydiinae  Gill, 1860

Les Gobiidés (Gobiidae) forment une famille de poissons appartenant au sous-ordre des Gobioidei, et comprenant la plupart des espèces de Gobies.

## Description

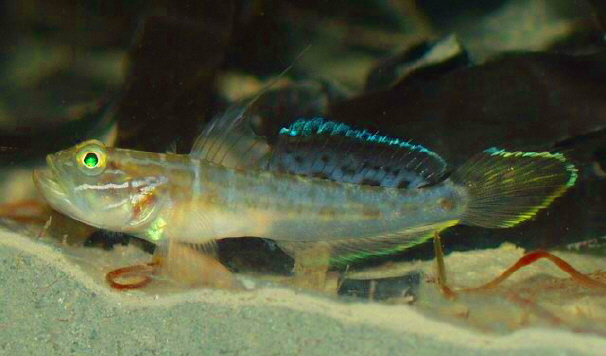
Microgobius gulosus

Les Gobiidés forment l'une des plus grandes familles de poissons, avec près de 2 000 espèces dans plus de 200 genres,.
La plupart des Gobiidés sont relativement petits, en général de taille inférieure à 10 cm de longueur. Ils comprennent certains des plus petits vertébrés du monde, comme les espèces des genres Trimmatom et Pandaka, qui font moins de 1 cm de longueur. Il y a quelques grands Gobiidés, comme certaines espèces des genres Gobioides ou Periophthalmodon, qui peuvent atteindre jusqu'à 30 cm de longueur, mais cela reste exceptionnel. Bien qu'ils ne soient pas dans le régime alimentaire des humains, ils sont cependant d'une grande importance en tant que proies pour les poissons commerciaux comme la morue, l'aiglefin, le bar, et les poissons plats (ordre des Pleuronectiformes).

### Morphologie
Les Gobies sont dépourvus de vessie natatoire, ce sont donc de très mauvais nageurs: lorsqu'ils se déplacent d'un endroit à un autre, c'est avec une nage maladroite et désordonnée. Ils n'ont donc d'autre choix que de passer la majeure partie de leur temps sur le substrat ou à proximité.
Souvent confondus avec les Blennies, il existe cependant un moyen infaillible de les distinguer : la nageoire dorsale des Gobies est bipartite, et la majorité sont caractérisés par la fusion de leurs nageoires pelviennes  qui forme un disque servant de ventouse. Le fonctionnement de cette ventouse est analogue à celui de la nageoire dorsale du remora ou de la nageoire pelvienne du lompe, mais elles sont anatomiquement distinctes : ces similitudes sont le produit de l'évolution convergente. Le gobie utilise sa ventouse pour adhérer aux rochers et aux coraux.

## Habitat et répartition
Les gobies sont principalement des poissons marins, qu'on trouve sur les plages à marées, les récifs coralliens, les herbiers marins et les prairies, mais ils sont également très nombreux dans les eaux saumâtres des estuaires, et dans le cours inférieur des fleuves, des mangroves et des marais salants. Un petit nombre de gobies (inconnu exactement, mais environ une centaine) sont également parfaitement adaptés aux environnements d'eau douce. Il s'agit notamment de gobies des rivières (Rhinogobius sp.), les gobies du désert australien (Chlamydogobius eremius) et les gobies d'eau douce d'Europe (Padogobius bonelli). La plupart des gobies se nourrissent de petits invertébrés, bien que certaines des plus grandes espèces se nourrissent d'autres poissons, et un peu d'algues planctoniques.

## Biologie
Les gobies sont essentiellement des poissons de petite taille à cycle biologique rapide : ils grandissent vite mais s'arrêtent tôt, et se reproduisent rapidement (environ 7 générations par an). Ils peuvent ainsi vivre en très grande densité dans les récifs de corail (facilement plus de 100/m²), où ils constituent l'alimentation de base d'un grand nombre de poissons, constituant jusqu'à 60% de la biomasse de poisson consommée par les prédateurs.

## Reproduction

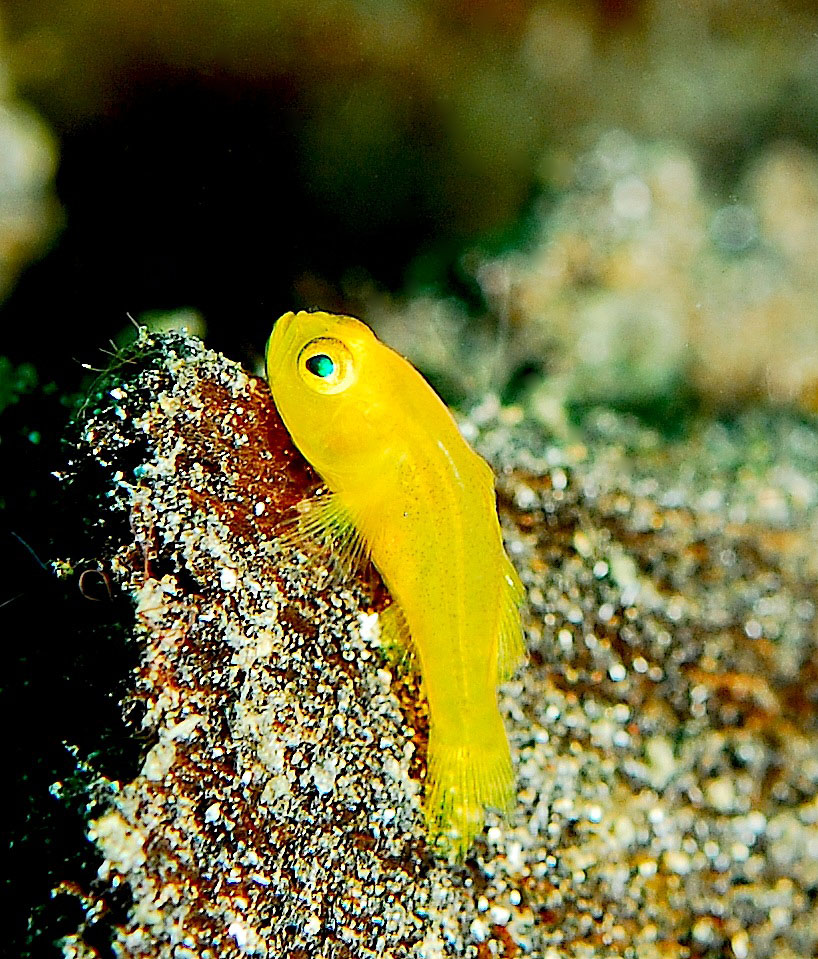
La plupart des Gobiodon okinawae naissent de sexe féminin

Les gobies attachent leurs œufs sur un support, tel que la végétation, le corail, ou les rochers. Ils peuvent déposer de cinq à quelques centaines d'œufs, selon les espèces. Après la fertilisation des œufs, le mâle reste à les protéger des prédateurs et les entretenir. Les œufs éclosent après quelques jours. Les alevins sont transparents, ils développent leur coloration après avoir trouvé un cachette sûre. Les alevins de nombreuses espèces d'eau douce sont entraînés vers l'aval, dans l'eau saumâtre des estuaires, ou même à la mer, et elles retournent à l'eau douce des semaines ou des mois plus tard .
Les gobies, dans les eaux plus chaudes, atteignent l'âge adulte en quelques mois, alors que dans les eaux froides, ils prennent jusqu'à deux ans. La durée de vie des gobies varie d'une seule année à un maximum de dix ans, à nouveau les espèces des eaux tempérées vivent en général plus longtemps.
Quelques espèces de gobies, comme Gobiodon okinawae, possèdent les deux organes reproducteurs (mâle et femelle). Ils peuvent donc être soit mâle, soit femelle mais jamais les 2 en même temps. Dans ces espèces, la plupart des individus sont nés de sexe féminin, et le mâle doit dépenser des efforts considérables pour surveiller les œufs des dizaines de femelles avec lesquelles il s'est accouplé.

## Symbiose

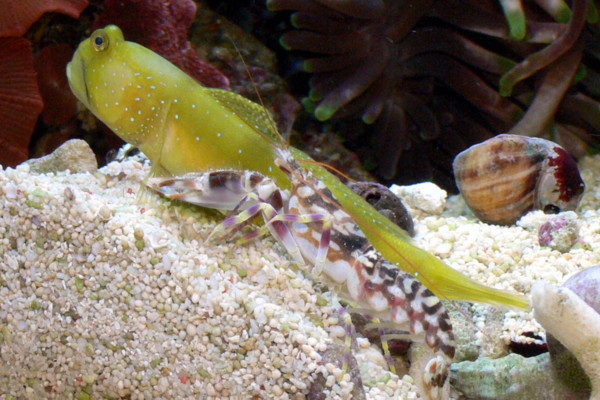
Certains gobies vivent en symbiose avec une crevette

Les gobies forment parfois des rapports symbiotiques avec d'autres espèces. Quelques espèces de gobies vivent en symbiose avec certaines crevettes « fouisseuses » (notamment les crevettes du genre Alpheus, par exemple le Gobie commensal, Amblyeleotris steinitzi qui s'associe avec la crevette Alpheus djeddensis). Le gobie creuse un "terrier" dans le sable que la crevette entretient, et dans lequel la crevette et les gobies vivent. La crevette a mauvaise vue comparativement au gobie, mais si elle le voit ou le sent brutalement rentrer dans le trou, elle le suit. Le gobie et la crevette restent en contact, la crevette utilisant ses antennes et le gobie effleurant la crevette avec sa queue lorsqu'il est alarmé. Chacun des deux gagne de cette relation : la crevette obtient un avertissement à l'approche d'un danger, et le gobie obtient une maison sûre et un endroit dans lequel pondre ses œufs.
Certains aquariophiles reproduisent ce type de symbiose en aquarium.
Un autre exemple de symbiose est démontré par les gobies néon (espèces du genre Elacatinus). Ces gobies sont connus en tant que « gobies nettoyeurs », et enlèvent des parasites de la peau, des ailerons, de la bouche, et des ouïes d'une grande variété de grands poissons. L'aspect le plus remarquable de cette symbiose est que plusieurs des poissons qui visitent la station de nettoyage des gobies mangeraient en temps normal ces aussi petits poissons (par exemple, les mérous et les poissons de la famille des Lutjanidae). Là encore, c'est un rapport auquel les deux parties ont un intérêt : les gobies obtiennent un approvisionnement continuel en nourriture quand les plus gros poissons viennent se faire nettoyer, et les gros poissons quittent le lieu de nettoyage plus "propres" qu'ils ne l'étaient en arrivant.

## Taxons de rangs inférieurs

### Liste des sous-familles
Selon World Register of Marine Species (18 avril 2014) :
- sous-famille Amblyopinae -- 12 genres
- sous-famille Benthophilinae (actuellement vide)
- sous-famille Gobiinae -- 165 genres
- sous-famille Gobionellinae -- 57 genres
- sous-famille Oxudercinae -- 12 genres
- sous-famille Sicydiinae -- 9 genres

### Listes des genres
Les gobies sont caractérisés par leur grande diversité : on en compte pas moins de 240 genres connus, pour près de 2 000 espèces.

## Les Gobiidés et l'homme

### Captivité

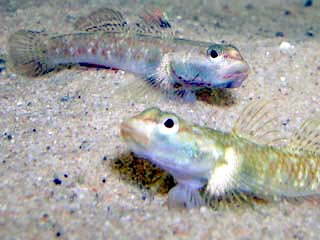
Deux gobies de Hong Kong, Rhinogobius duospilus, une espèce rustique subtropicale.

Plusieurs gobies sont maintenus en aquarium, notamment pour leur comportement, leurs couleurs et leurs tailles qui en font des poissons très intéressants à observer.
Dans le bac, le gobie a l'habitude de se poser sur les vitres à l'aide de sa ventouse. La plupart des gobies vivent dans la partie inférieure de l'aquarium, ils se cachent entre les rochers, mais certaines espèces (notamment les gobies vivant en symbiose avec des crevettes) préfèrent creuser elles-mêmes leur terrier.
Les heureux détenteurs de ces poissons devront donc leur fournir un substrat à grain fin pour éviter d'endommager leur ventre très délicat, mais aussi leurs branchies, car de nombreuses espèces tamisent le sable dans leurs branchies pour en retenir les parcelles de nourriture.
La majorité des espèces maintenues sont marines. Peut-être que la plus populaire est le petit mais coloré gobie néon. On trouve aussi les espèces désignées en anglais par les noms Engineer Goby, Randall's Shrimp Goby, et Watchman Goby.
En eau douce, le plus répandu est le gobie abeille du genre Brachygobius.
Les gobies sont généralement pacifiques envers leurs colocataires, mais territoriaux entre eux. Les espèces les plus petites, qui ne dépassent pas 2,5 cm, au risque de voir se réduire considérablement leur espérance de vie, ne doivent pas être élevées avec des poissons prédateurs ou une anémone de mer. Il faut donc prévoir un bon aquarium communautaire. Mais le problème principal est de les nourrir. En effet, à quelques exceptions près, les petites espèces préfèrent des aliments surgelés plutôt que des paillettes qui flottent en surface, et ne sont pas de très bons concurrents face des espèces telles que les cichlidés.

## Gastronomie

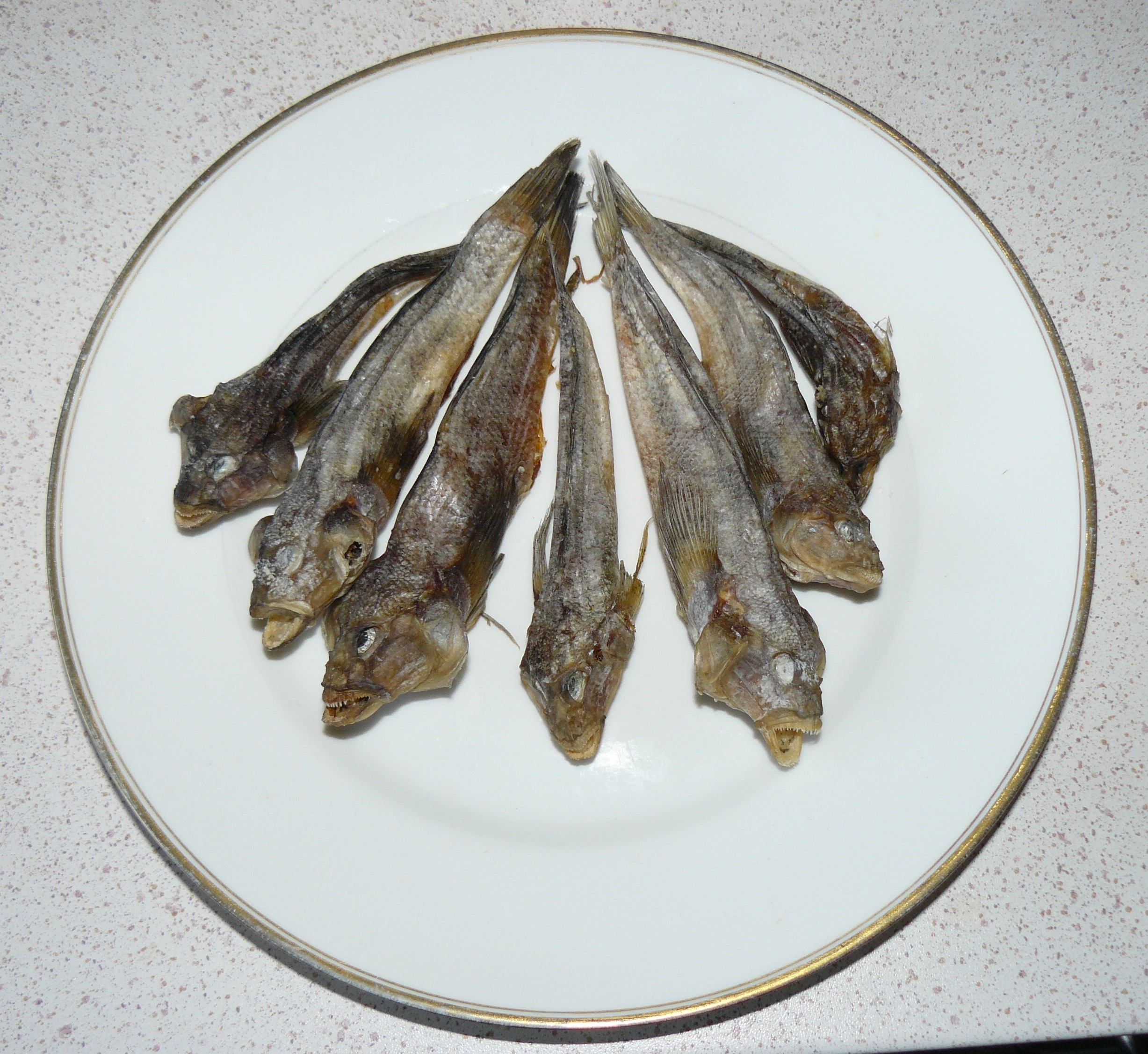
Gobies séchés (Ukraine)

En Ukraine et en Russie, les gobies pêchés dans la mer d'Azov et la mer Noire sont commercialisés sous forme salée et séchée, et consommés en amuse-gueule, généralement avec de la bière. On les appelle bytchki, бычки (pluriel de bytchok, бычок ; littéralement « taurillons » ou « bouvillons »). On en trouve aussi sous forme surgelée et en conserve.
À La Réunion et quelques autres îles, les alevins d'espèces migratrices sont capturés dans les ruisseaux et consommés sous le nom de « bichiques ». Ils constituent un mets très prisé, au prix parfois exorbitant, ce qui alimente un braconnage féroce.

### Culture
Nintendo s'est inspiré de ce poisson pour créer des Pokémon, notamment Gobou.

## Galerie

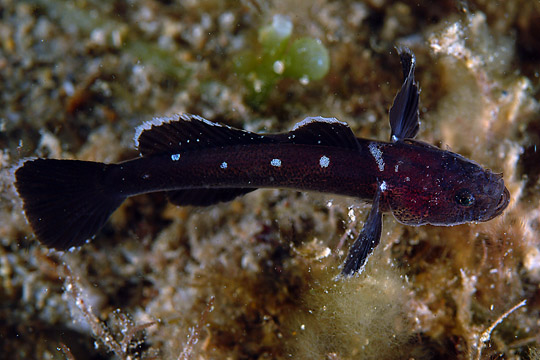
un Didogobius schlieweni en Toscane (Italie)
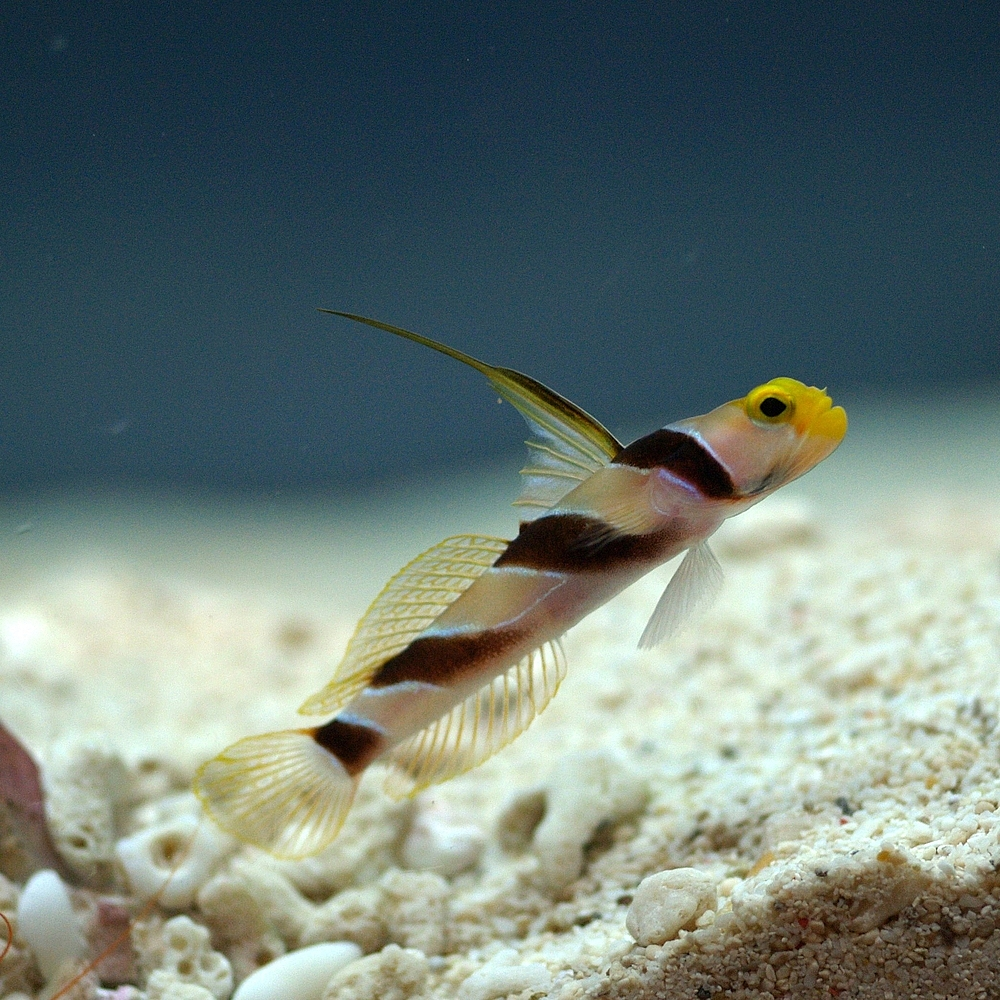
Stonogobiops nematodes
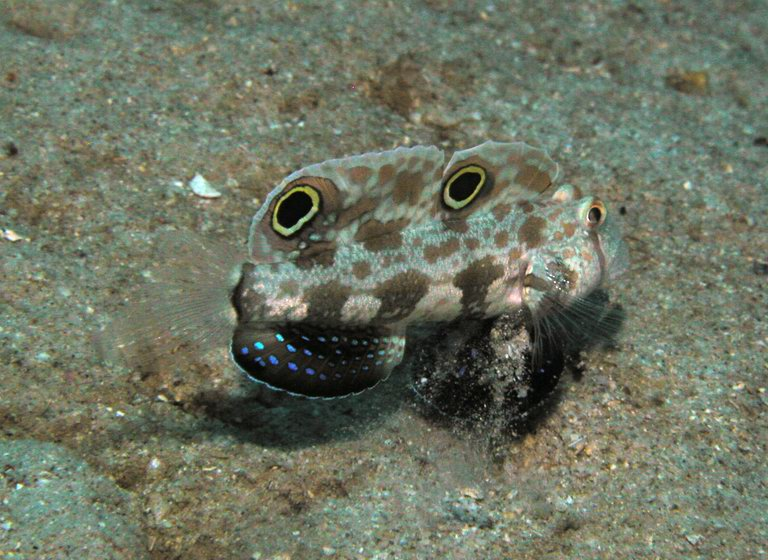
Signigobius biocellatus
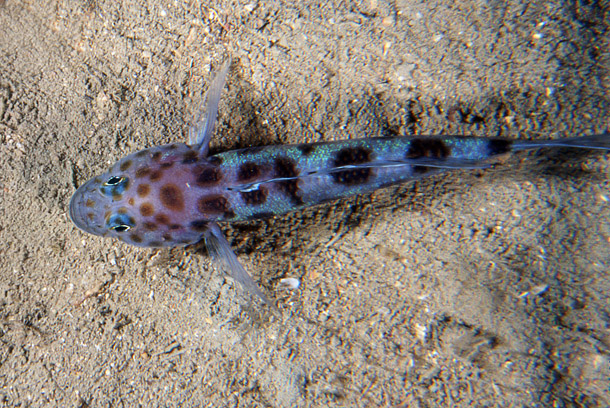
Thorogobius ephippiatus
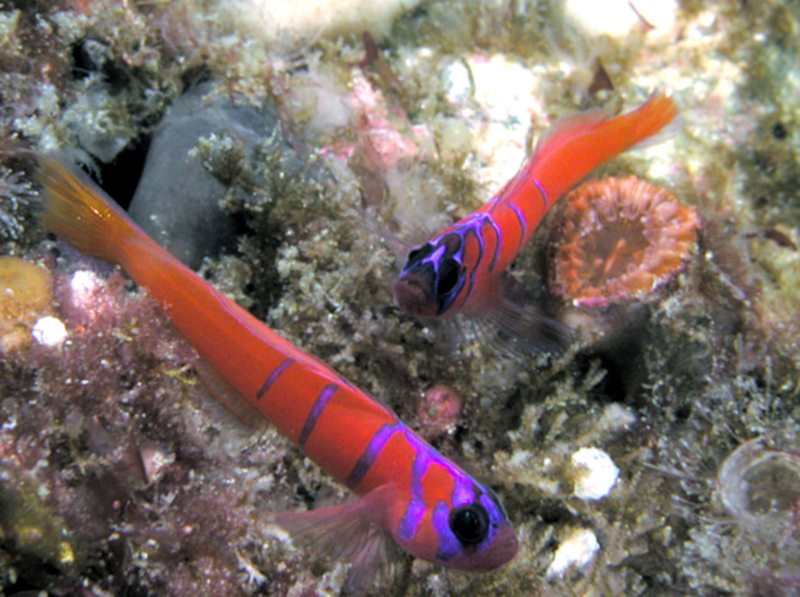
Deux  Lythrypnus dalli de Californie
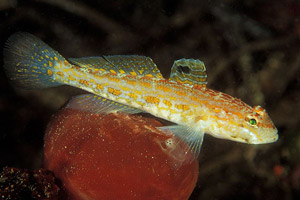
Gobius kolombatovici
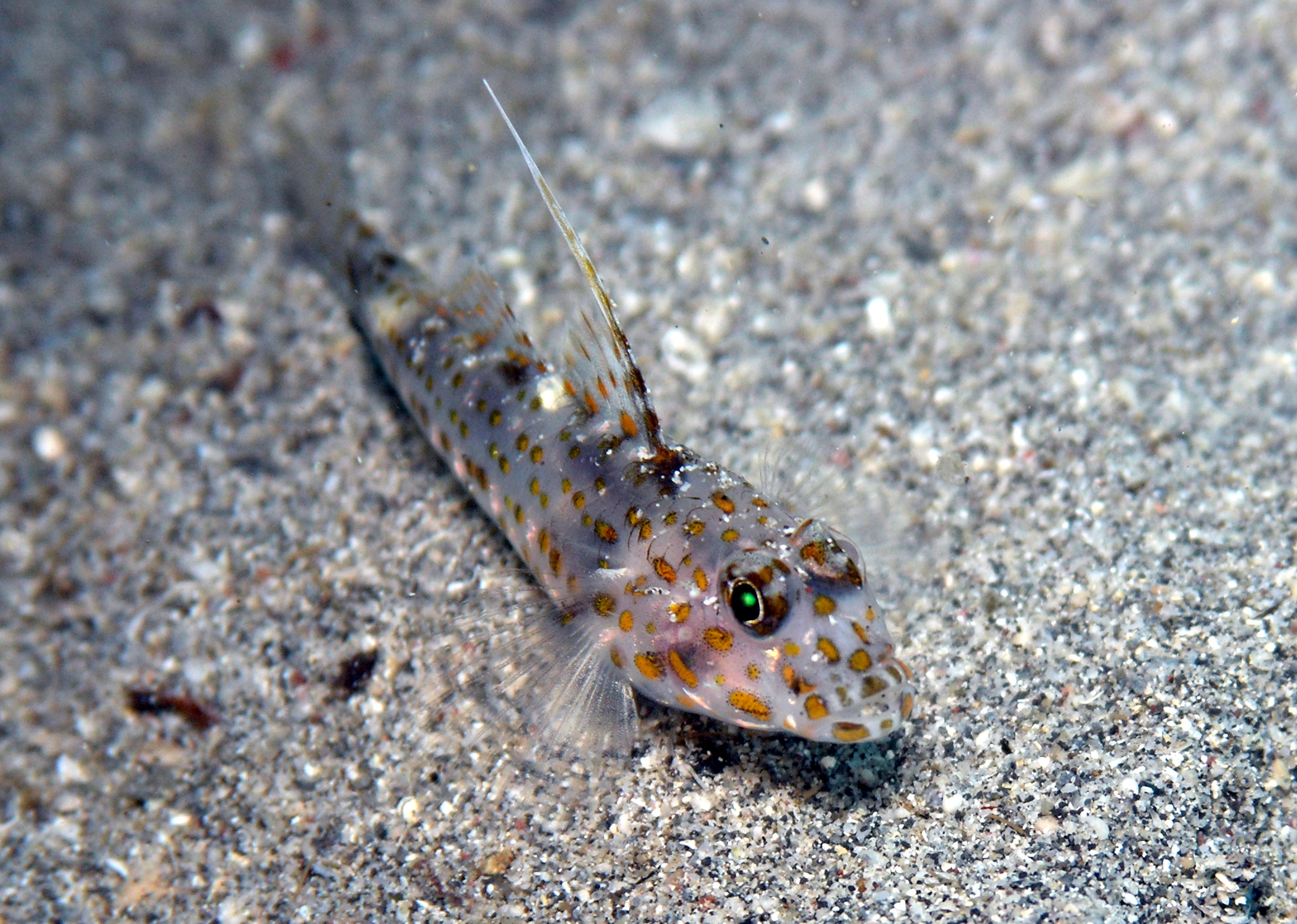
un Ctenogobiops tangaroai à Sulawesi (Indonésie)
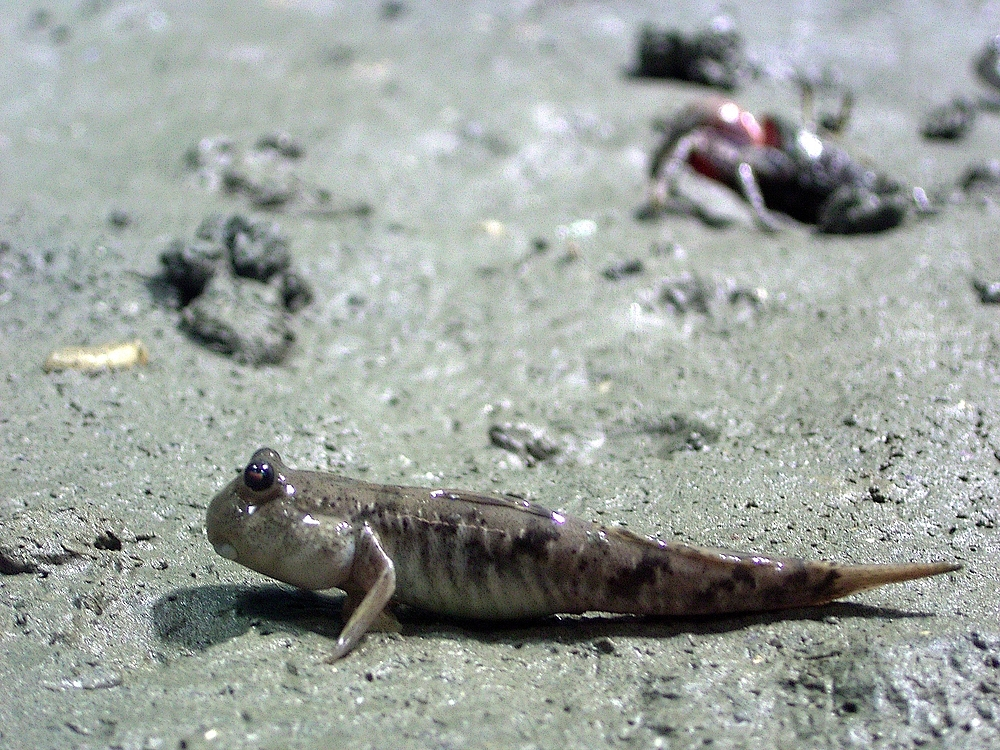
Periophthalmus modestus